# Die blutigen Spiele der Reichen
Die blutigen Spiele der Reichen (Originaltitel: Roma: l'altra faccia della violenza) ist ein 1976 erschienener Kriminalfilm, den Marino Girolami unter Pseudonym mit Marcel Bozzuffi in der Hauptrolle inszenierte. Die italienisch-französische Koproduktion kam am 8. Juli 1977 erstmals im deutschsprachigen Raum in die Kinos.

## Handlung
Während eines Überfalls auf eine gutbürgerliche Wohnung töten die vier vermummten Einbrecher Carol Alessi, die 18-jährige Tochter eines Ingenieurs. Dieser wird tief getroffen vom Tod seiner Tochter, hat er doch mit seinem Sohn schon lange Probleme. Die Polizei konzentriert ihre Ermittlungen auf ein Gangsterquartett aus den Armenvierteln der Stadt, während Alessi auf eigene Faust in der Oberschicht Roms ermittelt, nachdem ein Zeuge mit Geld überzeugt wurde, nichts gesehen zu haben. Er kann die wirklichen Täter, gelangweilte Söhne reicher Eltern, stellen und tötet zwei von ihnen; ein dritter wird von der endlich überzeugten Polizei erschossen. Der vierte Täter ist sein eigener Sohn.

## Kritik
Der katholische Filmdienst schrieb: „Eine weitere Variante der Spekulation mit den Vorurteilen und Ängsten einer beunruhigten Bevölkerung, deren gesellschaftskritische Attitüde reine Heuchelei ist.“ Das aus diesem hervorgegangene Lexikon des internationalen Films: „Produkt der Selbstjustizfilm-Welle, spekulativ und brutal.“ Die italienische Kritik sah Girolami „auf den Spuren Sam Peckinpahs, dessen Zeitlupen er aber als reine Dekoration benutze und Platz lasse für eine Art neorealistische Chronik der Missstände des Bürgertums und der verwöhnten, verschwendeten Jugend der Hauptstadt, alles garniert mit einem allgegenwärtigen Rächer, dem bemerkenswert effektiven Anthony Steffen“.

## Bemerkungen
Die Nachsynchronisation wurde von Ferruccio Amendola geleitet.